# Посадник (корвет)
«Посадник» (рус. дореф. Посадникъ) — 11-пушечный парусно-винтовой корвет Российского Императорского флота типа «Боярин». Предназначался для крейсерской войны на коммуникациях противника, разведки, патрульной службы и проведения совместных операций с клиперами и фрегатами. Нёс службу на Балтике и Тихом океане. В 1861 году корвет стал участником Цусимского инцидента.

## Строительство
Заложен в 1854 году на Охтинской верфи в Санкт-Петербурге по единому проекту в рамках строительства 14 винтовых корветов («Боярин», «Новик», «Медведь», «Посадник», «Гридень», «Воевода», «Вол», «Рында», «Зубр», «Рысь», «Удав», «Буйвол», «Вепрь», «Волк»). Эти корветы по своим характеристикам и качеству не уступали кораблям корветского ранга зарубежной постройки. Разработчик чертежа — корпуса корабельных инженеров поручик А. А. Иващенко. После окончания Крымской войны эти корветы составляли основу лёгких крейсерских сил русского флота. Строительство этих кораблей велось по подряду с петергофским купцом 1-й гильдии С. Г. Кудрявцевым под наблюдением адъютанта генерал-адмирала Великого князя Константина Николаевича и капитана 2-го ранга И. А. Шестакова.
Непосредственно постройкой корвета «Посадник» занимались корабельные инженеры А. А. Иващенко и Л. Г. Шведе. Все корпуса были заложены одновременно 9 октября 1855 года. 14 декабря все строящиеся корветы были обследованы и измерены комиссией Кораблестроительного департамента. 1 августа 1856 года корвет был спущен на воду.
На ходовых испытаниях «Посадник» показал скорость под парами в 13 узлов, что по тем временам считалось весьма неплохо.

## Тактико-технические данные
- Водоизмещение: 885 тонн, 903 тонны (полное)
- Длина по корпусу: 53,6 метра (наибольшая)
- Длина между перпендикулярами: 49,8 метра (163 фута 4 дюйма)
- Высота борта в носу: 7,87 метра
- Высота борта по миделю: 6,92 метра
- Высота борта в корме: 7,4 метра
- Ширина без обшивки: 9,73 метра
- Ширина с обшивкой: 9,9 метра (31 фут 11 дюймов)
- Осадка по корпусу: 3,15 метра
- Осадка максимальная: 4,02 метра (13¼ фута)
- Экипаж: 168 человек, в том числе 14 офицеров

### Корпус
Корпус набран из дуба, частично лиственницы и сосны. Крепление подводной части — медное, надводной — железное. Подводная часть корпуса была обшита красной листовой медью на просмолённом войлоке. Завод Берда изготовил руль, румпель, железный старн-пост (передняя часть ахтерштевня, через которую проходит гребной вал). Настил верхней палубы был набран из дубовых четырехдюймовых досок (10 см). В бортах было 30 стеклянных иллюминаторов в пятигранных медных оправах. Также над каждой каютой были смонтированы палубные иллюминаторы (световые люки), всего 26. Якорный канат длиной 300 сажень (348 метров) был калибром 1 3/8 дюйма (33 мм).

### Главные механизмы
На корвет была установлена двухцилиндровая паровая машина простого расширения мощностью 200 нарицательных л. с. производства петербургского «Гальванопластического литейного и механического завода Фуллона». Её питали три котла.
Движителем являлись как паруса (9 косых и 11 прямых парусов), так и двухлопастный медный гребной винт системы Смита в подъемной раме. Ход под парами до 13 морских узлов, под парусами до 12,2 морских узлов.

### Вооружение
По первоначальному проекту на корветах должны были быть установлены 60-фунтовые пушки № 2, но 12 мая 1856 года генерал-адмирал распорядился установить десять 36-фунтовых пушек № 3 на лафетах и одну 36-фунтовую (173-мм) пушку № 1 (длинную) на вращающейся платформе на баке. Изменения состава артиллерийского вооружения привели к сокращению численности команды со 153 до 115 человек.
В 1861 году на вооружении было пять 36-фунтовых пушек № 3 и одна № 1, с 1866 года — шесть 36-фунтовых пушек № 1 (длинных).

## Служба

### В составе Балтийского флота
С 1858 года «Посадник» под командованием капитан-лейтенанта И. Г. Попандопуло нёс службу в составе в эскадры Средиземного моря.

### Переход на Дальний Восток России
19 июня 1859 года великий князь Константин Николаевич прибыл в Кронштадт проводить собирающийся на Дальний Восток России «2-й Амурский отряд» кораблей. Корвет «Посадник» (капитан-лейтенант И. Г. Попандопуло), клипер «Наездник» (капитан-лейтенант Н. А. Ратьков), клипер «Разбойник» (капитан-лейтенант П. А. Селиванов), старшим на переходе был назначен сенатор А. О. Дюгамель, который ехал замещать на должности командира отдельного Сибирского корпуса и генерал-губернатора Западной Сибири вышедшего в отставку Г. Х. Гасфорда. В июле 1859 года капитан-лейтенант И. Г. Попандопуло добился своего перевода на Чёрное море, а на место командира корвета был назначен старший офицер линейного корабля «Выборг», герой Синопского сражения и обороны Севастополя флигель-адъютант Н. А. Бирилёв.
Корабли уходили из Кронштадта раздельно. 25 августа ушёл «Посадник». В Балтийском море корвет попал в шторм, вследствие чего перешёл на ход под парами, а позже был вынужден зайти на большой Копенгагенский рейд. Через несколько дней, после пополнения запаса воды и угля, «Посадник» покинул Копенгаген. Далее плавание шло под парами ходом до 10 узлов, в Немецком море корвет перешёл под паруса с ходом по 10 и 10,5 узла. Следующая стоянка была на Спитхедском рейде. Следуя дальше, в море, был встречен французский купеческий бриг «Понт де Челс» терпящий бедствие. Как выяснилось, бриг сел на риф, затем его стащило с камней, при этом у брига разворотило всё днище и он дрейфовал медленно тонув, не успевая откачивать воду из трюма. Н. А. Бирилёв приказал мичману фон Шанцу высадится на бедствующий бриг с двенадцатью матросами, заделать пробоины и откачать воду при помощи помпы Доутона с «Посадника». После остановки течи, «Понт де Челс» был взят на буксир и доставлен в Брест. На Брестском рейде находилась российская и французская эскадры. В Бресте был восполнен запас воды и провизии на пять месяцев. 5 ноября «Посадник» покинул Брест под парами. На пути к острову Мадейра был выдержан шторм. На Мадейре команде корвета был дан увольнительный. Следующий пункт стоянки был в Рио-де-Жанейро.
11 февраля 1860 года корвет вышел на вид мыса Доброй Надежды и в этот же день миновал Саймонс-Бей. Далее пришлось пережить шторм и в Индийском океане, во время которого переломило железные шлюп-балки и унесло вельбот с палубы. После чего корвет попал в полосу маловетрия. Зайдя на Сингапурский рейд, 11 мая был встречен фрегат «Светлана» под командованием капитана 2-го ранга Н. М. Чихачёва. После встречи командиров, корабли 17 числа отправились в Шанхай — фрегат взял на буксир «Посадника», и в течение шести дней буксировал его. 29 мая, в продолжении перехода до Шанхая, на «Посаднике» случилась поломка машины, и «Светлана» вновь взяла его на буксир. 31 мая корабли отдали буксиры и вступили под паруса. 10 июня корабли достигли острова Гутслаф, где был встречен клипер «Наездник». В Шанхае генерал-майор граф Н. П. Игнатьев перешёл на фрегат. 17 июня «Посадник» прибыл под парусами на внутренний рейд Нагасаки — конечный пункт плавания, где пополнил состав эскадры Китайского моря (Первая независимая эскадра Тихого океана) под началом капитана 1-го ранга И. Ф. Лихачёва, тем самым завершив полукругосветное плавание. В это время в Тихий океан прибыли: фрегат «Светлана», корвет «Посадник», клиперы «Разбойник» и «Наездник». В Нагасаки, Н. А. Бирилёва, в дополнение к должности командира корвета, назначили старшим по лазарету, в который свозили больных со всей русской эскадры. В это время на «Посаднике» приступили к починке котлов и исправлению машины. К 10 июля эскадра графа Н. П. Игнатьева («Светлана», «Боярин», «Джигит» и «Наездник») сосредоточилась в Печелийском заливе (ныне Бохайский залив) после чего была расформирована, а корабли вошли в эскадру капитана 1-го ранга И. Ф. Лихачёва. Создание Первой независимой эскадры Тихого океана требовало мест базирования в незамерзающих портах, находящихся на путях выхода в океан из портов России, Японии, Кореи и Китая. Вместе с тем, правительство желало вести дело о строительстве пункта базирования в обход центральных властей Японии, чтобы не привлекать большого внимания дипломатических кругов и не входить ни в какие переговоры с правительством Тайкуна.

### Цусимский инцидент
«Посадник» оставался в Нагасаки до начала февраля 1861 года, пока Н. А. Бирилёв занимался переговорами об аренде земли, сначала в деревне Инаса, а потом на острове Тсу-Сима (Цусима) для устройства военно-морской станции в бухте Имосаки (Имоскака). После ухода 15 января корвета «Боярин», корвета «Воевода» и клипера «Джигит» в Кронштадт, в составе эскадры И. Ф. Лихачёва остались: фрегат «Светлана», корвет «Посадник», клипер «Опричник», клипер «Наездник», а также из состава Сибирской флотилии транспорт «Японец» и другие малые парусные суда. С 10 по 19 февраля корвет находился в Хакодате. 20 февраля «Посадник» отправился из Хакодате на Цусиму и 1 марта стал на якорь в западной части бухты Татамура (ныне залив Асо) вблизи деревни Осаки. Далее Н. А. Бирилёв получил от губернатора Со Цусима-но-ками Мунэ Ёсиёри разрешение перейти в бухту Имосаки (Имоскака) обследовать её и основать временную морскую морскую станцию для Русского флота. 2 апреля «Посадник» перешёл в эту бухту. 3 апреля на берегу был поднят русский флаг, установлена палатка и выбрано место для постройки склада и помещения для лазарета, а также определено место для ремонта корвета — требовалось заменить фок-мачту, сделать понтон для осмотра кормовой части корабля: дейдвудной трубы, гребного винта и выполнить другие ремонтные работы. Старший штурманский офицер подпоручик Л. Чуркин организовал описную партию и занялся промером глубин и составлением карты островов Цусимской гряды (карты, составленные офицерами «Посадника», впоследствии были изданы Гидрографическим департаментом Морского министерства). Сигнальный пост был выставлен на островке Уси, который находится на западном входе в бухту Татамура. В конце мая, когда строительство пункта шло полным ходом, последовали протестные выступления английских дипломатов, и нахождение «Посадника» на Цусиме пошатнулось. В середине августа, под давлением английских послов Алькока и Гарриса и адмирала Дж. Хоупа, японское правительство изменило свое отношение к русской станции на Цусиме, и отозвало разрешение на строительство. Н. А. Бирилёв затягивал свой уход с острова как мог, и только после личного распоряжения И. Ф. Лихачева начал сборы. «Посадник» ушёл с острова 7 сентября, оставив вместо себя клипер «Опричник», через некоторое время к которому присоединился клипер «Абрек». В конце сентября и они покинули остров. В истории это получило название «Цусимский инцидент».

### Дальнейшая служба на Дальнем Востоке
С сентября по 3 ноября 1861 года «Посадник» оставался в Нагасаки, где ему чинили котлы. 3 ноября корвет ушёл в Шанхай за почтой. Взяв провизию на четыре месяца, кассу, строительные и шкиперские материалы, «Посадник» всё это доставил в устье реки Пейхо (провинция Хэбэй), где стоял в ремонте клипер «Разбойник», после чего вернулся в Шанхай, а оттуда в Нагасаки. После того как на корвете вытянули стоячий такелаж, починили паруса и пополнили запас угля, он взял курс на Хакодате. 

### Возвращение на Балтику
10 января 1862 года Н. А. Бирилёв получил приказ вернуться на «Посаднике» в Кронштадт. 10 февраля он стал собираться в обратный путь. С февраля по март корвет находился в Хакодате. Зайдя на Цусиму, он попрощался с местными властями, после чего ушёл в Нагасаки для пополнения припасов и отдыха команды перед дальним переходом. Между этим совершив ещё один рейс Нагасаки — Хакодате и обратно. Пробыв там аж до сентября, «Посадник» ушёл Гонконг, где пробыл ещё почти месяц. Также на Балтику возвращались клипера «Наездник» и «Разбойник». Старшим отряда на переходе был назначен капитан 2-го ранга Н. А. Бирилёв. Далее «Посадник» посетил Манилу и Сингапур. Придя в европейские воды, «Посадник» провёл зимовку в Грейвзенде.
В связи с очередным мятежом в Польше, так как мятежники получали контрабандное оружие и другие припасы морем, в марте 1863 года «Посадник» получил приказ выйти в крейсерство вдоль Курляндских берегов. 7 апреля «Посадник» вышел из Гревзенда, а 8 числа вышел под парами в Немецкое море. 10 апреля «Посадник» стал на якорь не прекращая паров на Копенгагенском рейде для пополнения запасов. Покинув Копенгаген 14 апреля, корвет 16 апреля прибыл на Либавский рейд, где и оставался. Также в Либаву были переведены некоторые корабли с Балтики.
По возвращении в Кронштадт офицеры и нижние чины корвета «Посадник» и клиперов «Наездник» и «Разбойник» были награждены годовым окладом жалованья.

### Дальнейшая служба в составе Балтийского флота
В 1864 году корвет подвергся тимберовке в Кронштадте под руководством лейтенанта Каткова.
3 марта 1869 года корвет «Посадник» был сдан к Кронштадтскому порту. В 1870 году корветы «Посадник», «Рында» и «Кречет» были проинспектированы и признаны как не заслуживающие ни исправления, ни тимберовки. 6 марта 1871 года корвет был исключён из списков судов флота и продан на слом.

## Известные люди, служившие на корабле

### Командиры
- с 02.04.1856[7] капитан 2-го ранга Стеценко, Василий Александрович
- ??.??.185? — ??.??.185? — капитан-лейтенант И. Г. Попандопуло
- 20.10.1858 — ??.??.1863 — флигель-адъютант капитан-лейтенант (с 01.01.1862 года капитан 2-го ранга) Н. А. Бирилёв
- 04.05.1864 — 21.06.1865 — капитан-лейтенант С. А. Конаржевский
- хх.хх.хххх — 01.01.1867 — капитан 2-го ранга Гедеонов, Григорий Дмитриевич

### Старшие офицеры
- ??.??.185?—??.??.186? лейтенант Селиванов

### Другие должности
- ??.??.185?—??.??.18?? лейтенант Н. А. Федорович
- ??.??.185?—??.??.186? мичман фон Шанц
- ??.??.185?—??.??.186? старший штурманский офицер подпоручик Л. Чуркин
- ??.??.185?—??.??.186? механик Скирмунд
- 06.05.1862—??.08.1862 мичман П. Н. Дурново
- ??.??.1862—??.??.1862 помощник вахтенного начальника гардемарин В. Н. Гембачев[8]

Саймонстаун
- комендор Матвеев Афанасий, утонул 19 февраля 1860 г., выброшенный за борт салютным выстрелом, похоронен на кладбище
- матрос Фадеев Даниил, 16 февраля 1860 г. упал с утеса на берег и разбился, похоронен на кладбище

Нагасаки
- мастеровой 5-го рабочего экипажа Силуянов Назар, 45 лет, умер 29 июля 1860 г., похоронен на кладбище
- кочегар Голубцов Степан, 30 лет, умер 17 июля 1862 г., похоронен на кладбище
- матрос Письменный Семён, 30 лет, умер 20 августа 1862 г., похоронен на кладбище
- матрос Крестьянсон Карл, умер 13 сентября 1862 г., похоронен на кладбище

Хакодате
- боцман 28 флотского экипажа Кузьмин Никита, 32 года, умер 15 октября 1861 г., похоронен на русском кладбище
- матрос Месников Василий, 30 лет, умер 16 октября 1861 г., похоронен на русском кладбище
- матрос 28 флотского экипажа Степанов Фёдор, 28 лет, 17 февраля 1862 г., похоронен на русском кладбище
- матрос 28 флотского экипажа Гвоздев Евтропий, 26 лет, умер 9 марта 1862 г., похоронен на русском кладбище
- матрос Гомзаков (Гамзиков) Степан, 28 лет, утонул в реке Камидо 18 марта 1862 г., похоронен на берегу
- гардемарин Попов Андрей, 26 лет, утонул в реке Камидо 18 марта 1862 г., похоронен на берегу
- матрос 28 флотского экипажа Кузнецов Иван, 32 год, умер 27 августа 1862 г., похоронен на русском кладбище

## Память
- В честь корвета «Посадник» была названа одна из второстепенных бухт острова Цусима
- Картина: Валерий Шиляев — «Корвет „Посадник“ у берегов Приморья» — холст, масло